# Älgå socken
Älgå socken i Värmland ingick i Jösse härad, ingår sedan 1971 i Arvika kommun och motsvarar från 2016 Älgå distrikt.
Socknens areal är 174,55 kvadratkilometer varav 143,76 land. År 2000 fanns här 920 invånare. Tätorten Sulvik samt kyrkbyn Älgå med sockenkyrkan Älgå kyrka ligger i socknen.   

## Administrativ historik
Socknen har medeltida ursprung. 
Vid kommunreformen 1862 övergick socknens ansvar för de kyrkliga frågorna till Älgå församling och för de borgerliga frågorna bildades Älgå landskommun. Landskommunen utökades 1952 och uppgick 1971 i Arvika kommun.
1 januari 2016 inrättades distriktet Älgå, med samma omfattning som församlingen hade 1999/2000.
Socknen har tillhört län, fögderier, tingslag och domsagor enligt vad som beskrivs i artikeln Jösse härad. De indelta soldaterna tillhörde Värmlands regemente och Jösse kompani.

## Geografi
Älgå socken ligger väster om Arvika och Glafsfjorden och kring sjön Ränken. Socknen är i öster småkuperad och en odlingsbygd invid Glafsfjorden. I väster är socknen en kuperad skogsbygd med höjder som i Sörhöjden når 321 meter över havet.

## Fornlämningar
Från stenåldern har boplatser påträffats samt en hällkista. Från bronsåldern finns spridda gravrösen.

## Namnet
Namnet skrevs 1400 Elgha och kommer från ett ånamn, Älgån, sammansatt av älg och å.
Före 1902 skrevs namnet Elgå socken.

## Befolkningsutveckling
| Befolkningsutvecklingen i Älgå socken 1750–1990                                                          | Befolkningsutvecklingen i Älgå socken 1750–1990 | Befolkningsutvecklingen i Älgå socken 1750–1990 | Befolkningsutvecklingen i Älgå socken 1750–1990 | Befolkningsutvecklingen i Älgå socken 1750–1990 |
| --- | ----------------------------------------------- | ----------------------------------------------- | ----------------------------------------------- | ----------------------------------------------- |
| |                                                 |                                                 |                                                 |                                                 |
| År |                                                 |                                                 | Folkmängd                                       |                                                 |
| 1750 | 1750                                            |                                                 | 850                                             |                                                 |
| 1760 | 1760                                            |                                                 | 946                                             |                                                 |
| 1769 | 1769                                            |                                                 | 1 065                                           |                                                 |
| 1810 | 1810                                            |                                                 | 1 266                                           |                                                 |
| 1820 | 1820                                            |                                                 | 1 377                                           |                                                 |
| 1830 | 1830                                            |                                                 | 1 541                                           |                                                 |
| 1840 | 1840                                            |                                                 | 1 822                                           |                                                 |
| 1850 | 1850                                            |                                                 | 1 972                                           |                                                 |
| 1860 | 1860                                            |                                                 | 2 239                                           |                                                 |
| 1870 | 1870                                            |                                                 | 2 332                                           |                                                 |
| 1880 | 1880                                            |                                                 | 2 184                                           |                                                 |
| 1890 | 1890                                            |                                                 | 1 848                                           |                                                 |
| 1900 | 1900                                            |                                                 | 1 652                                           |                                                 |
| 1910 | 1910                                            |                                                 | 1 549                                           |                                                 |
| 1920 | 1920                                            |                                                 | 1 559                                           |                                                 |
| 1930 | 1930                                            |                                                 | 1 504                                           |                                                 |
| 1940 | 1940                                            |                                                 | 1 500                                           |                                                 |
| 1950 | 1950                                            |                                                 | 1 414                                           |                                                 |
| 1960 | 1960                                            |                                                 | 1 216                                           |                                                 |
| 1970 | 1970                                            |                                                 | 1 025                                           |                                                 |
| 1980 | 1980                                            |                                                 | 939                                             |                                                 |
| 1990 | 1990                                            |                                                 | 942                                             |                                                 |
| Anm: Källor: Umeå universitet - Tabellverket 1749-1859, Demografiska databasen, CEDAR, Umeå universitet. |                                                 |                                                 |                                                 |                                                 |